# 温洛克 (华盛顿州)
温洛克（英文：Winlock），是美国华盛顿州刘易斯县下属的一座城市。根据 2000年美国人口普查，该市有人口1,166人。根据2010年美国人口普查，该市有人口1,339人。而2011年估计该市有1,346人。